# Dekanat Golejów
Dekanat Golejów – jeden z 37 dekanatów katolickich w archidiecezji katowickiej. W jego skład wchodzą następujące parafie:

## Parafie
| Lp | Parafia                                                   | Data powstania   | Proboszcz                 | Adres                                           | Zdjęcie |
| -- | --------------------------------------------------------- | ---------------- | ------------------------- | ----------------------------------------------- | ------- |
| 1  | Rybnik – Chwałęcice św. Jana Nepomucena                   | 20 marca 1977    | ks. Grzegorz Jagieł       | ul. Karłowa 4 44-292 Rybnik                     |         |
| 2  | Rybnik – Golejów Chrystusa Króla                          | 28 maja 1957     | ks. Henryk Dombek         | ul. Komisji Edukacji Narodowej 15 44-207 Rybnik |         |
| 3  | Rybnik – Ochojec Matki Bożej Częstochowskiej              | 29 czerwca 1981  | ks. Albert Rother         | ul. Milenijna 55 44-207 Rybnik                  |         |
| 4  | Rybnik – Orzepowice św. Floriana                          | 13 września 1981 | Ks. Krzysztof Brachmański | ul. Dzikiej Róży 4 44-200 Rybnik                |         |
| 5  | Rybnik – Rybnicka Kuźnia Wniebowzięcia NMP                | 22 marca 1981    | ks. Andrzej Piszczek      | ul. Kuźnicka 10 44-207 Rybnik                   |         |
| 6  | Rybnik – Wielopole św. Katarzyny i Matki Bożej Różańcowej | 27 lutego 1977   | ks. Krystian Helbik       | ul. Górna 17b 44-207 Rybnik                     |         |
| 7  | Zwonowice Matki Bożej Różańcowej                          | 29 marca 1964    | ks. Józef Frelich         | ul. Rudzka 4 44-292 Zwonowice                   |         |